# ماريو مارسيل
ماريو مارسيل (بالإسبانية: Mario Marcel)‏ هو اقتصادي تشيلي، ولد في 22 أكتوبر 1959.